# Гамалія Микола Федорович
Мико́ла Фе́дорович Гамалі́я (5 (17) лютого 1859, Одеса, Херсонська губернія, Російська імперія — 29 березня 1949, Москва, СРСР) — мікробіолог і епідеміолог, почесний академік Академії Наук СРСР (з 1940 року), заслужений діяч науки (з 1934 року). Лауреат Сталінської премії (1943 рік). Походив з давнього українського козацького роду Гамалії.

## Життєпис

### Перші роки
Микола Федорович Гамалія народився 5 (17) лютого 1859 року в Одесі. Його дід, Михайло Леонтійович Гамалія, був лікарем, що написав у 1789 році монографію про сибірку.
Микола Гамалія закінчив Новоросійський університет (нині — Одеський національний університет імені І. І. Мечникова) у 1880 році, а у 1883 році й Петербурзьку військово-медичну академію. Після навчання повернувся до Одеси, де почав працювати в лікарні Йосипа Йосиповича Мочутковського. Працюючи, одним з перших у Російській імперії почав розвивати вітчизняну бактеріологію. У 1885 році на конкурсній основі Миколу Гамалію обрали для відрядження до Парижа у лабораторію Луї Пастера для поглиблення досвіду в галузі бактеріології.

### Заснування першої бактеріологічної станції
Приїхавши до Парижа протягом року він вивчав у лабораторії Луї Пастера сказ. Вивчивши метод приготування вакцини і методику вакцинації проти сказу, Гамалія повернувся в Одесу і незабаром почав вакцинувати піддослідних тварин, зокрема кролів, у новоствореній міській лабораторії, що її засновниками і керівниками були сам Микола Гамалія та Ілля Ілліч Мечников. Однак, це була лише лабораторія, основним завданням якої було здійснення науково-дослідної роботи.
Саме в цих питаннях — практичного застосування вакцинації, М. Гамалія розходився в поглядах з Луї Пастером. На думку останнього, відкривати пункти вакцинації проти сказу в інших містах і державах було нераціональним, навіть небезпечним для самої ідеї вакцинації, адже недодержання суворої дисципліни у приготуванні вакцини здатне спричинити дискредитацію самої її ідеї, яка і без того піддавалася нищівній критиці. Крім того, французький вчений був переконаний, що ефект вакцинації не залежить від часу щеплення.
Оскільки пастерівська лабораторія була єдиною в своєму роді, в Париж з'їздилися люди, що потерпали від сказу з усіх куточків Франції, а також з-за кордону. Причому невдовзі наочним став факт, що пізніші вакцинування не завжди дають результат, і статистика летальних випадків продовжувала рости, чим не забарилися скористатися противники Луї Пастера.
Показовою є доля групи російських селян з містечка Білім Смоленської губернії Росії, які на самому початку травня 1886 року були покусані вовком, і на зібрані благочинні гроші (це зайняло деякий час) вирушили до Парижа, де 14 травня їм зробили вакцинацію. Із 19 провакцинованих троє загинули. В той же час до Парижа приїхало ще 16 чоловік із Росії (з Орловської та Володимирської губерній), укушених скаженими собаками. Всім їм було зроблено вчасне щеплення, і летальних випадків не було зареєстровано.
Ці та подібні до них випадки привели Пастера не лише до розуміння того, що ураження через укуси вовків було сильнішим за ураження після укусів собак, але й спонукали до створення розгалуженої мережі пунктів вакцинації, що забезпечила б своєчасне щеплення проти сказу.
У цьому ж році (1886) за сприяння Пастера М. Ф. Гамалія заснував разом з І. І. Мечниковим і Я. Ю. Бардахом першу в Російській імперії (і другу у світі) бактеріологічну станцію і вперше в Росії здійснив вакцинацію людей проти сказу.
За перші 3 роки своєї діяльності Одеська станція зробила вакцинацію приблизно 1500 людям, які нагально потребували їх. Смертність становила близько 2,5 %, але з вдосконаленням методу знизилась до 0,61 %.
У 1887 році активізувалась консервативна критика щодо Луї Пастера та його методів профілактики — його піддали жорсткій обструкції на засіданні Паризької медичної академії. У результаті було створено спеціальну комісію з перевірки пастерівського методу у Великій Британії на чолі з відомим професором Педжетом. Саме накопичений на цей час досвід роботи Одеської бактеріологічної станції та переконлива статистика її успішних вакцинувань дали змогу організувати впевнений захист новаторських ідеї бактеріологів. З неспростовними доказами ефективності вакцинації проти сказу на руках М. Гамалія виїхав до Англії, де виступив на засіданні комісії на захист Луї Пастера.
Саме так протягом п'яти років Микола Гамалія, постійно перебуваючи між Парижем і Одесою, допомагав Пастеру у боротьбі з реакційними науковцями і набував неоціненного теоретичного і практичного досвіду.
Практика вакцинації в Одесі, поглиблені наукові пошуки Миколи Федоровича Гамалії і його співробітника доктора Я. Ю. Бардаха дали підстави вченим повністю підтвердити принципи пастерівського методу. М. Гамалія писав:
|  | Я висунув сильні аргументи на користь пастерівського методу на основі досвіду одеської станції, а також навів нищівну критику дослідів і статистичних викладок противників. |

### Подальша наукова і практична діяльність в Одесі (1892—1912 роки)
У 1892 році, повернувшись в Україну, захистив докторську дисертацію «Етіологія холери з точки зору експериментальної патології» (опубліковано у 1893 році).
З 1899 по 1908 роках був директором заснованого ним Бактеріологічного інституту в Одесі. У рамках його діяльності вивчав роль корабельних пацюків у поширенні хвороби, а протягом 1901—02 років керував протиепідемічними заходами під час спалаху чуми в Одесі — організував ефективну всеосяжну дератизацію. У наступні роки вів боротьбу з холерою на півдні. У 1908 році першим довів, що епідемічний висипний тиф передають людям воші. Багато працював з профілактики різних тифів, холери, натуральної віспи, інших інфекційних захворювань. У 1910 році вперше обґрунтував значення дезінсекції з метою ліквідації епідемічного висипного тифу. Протягом 1910–13 років М. Ф. Гамалія видавав і редагував часопис «Гігієна і санітарія».

### Наукова кар'єра у Санкт-Петербурзі та Москві (1912—1949рр.)
У 1912 році М. Ф. Гамалія переїхав на постійне проживання і роботу до Санкт-Петербурга. Протягом 1912–1928 років керував Петербурзьким (Петроградським) інститутом імені Едуарда Дженнера, який займався вакцинацією проти натуральної віспи. За ініціативою М. Ф. Гамалії і за допомогою розробленого ним методу приготування віспової вакцини у 1918 році в Петрограді влада ввела загальне віспощеплення, потім прийняте по всій країні, згідно з декретом від 10 квітня 1919 року, підписаного Леніном. У 1918–19 роках М. Ф. Гамалія вивчав методи приготування вакцини від висипного тифу.
Протягом 1930–1938 років М. Ф. Гамалія — науковий керівник Центрального інституту епідеміології і мікробіології в Москві (цей заклад на сьогодні носить його ім'я). З 1938 року до кінця життя М. Гамалія професор кафедри мікробіології 2-го Московського медичного інституту, а з 1939 року — завідувач лабораторією інституту епідеміології та мікробіології АМН СРСР.
З 1939 року М. Ф. Гамалія — Голова, згодом — Почесний голова Всесоюзного товариства мікробіологів, епідеміологів та інфекціоністів.
Протягом останніх років життя вчений розробляв питання загальної імунології, вірусології, вивчав грип (у 1942 році ним представлений метод профілактики грипу шляхом обробки слизової оболонки носа препаратами олеїнової кислоти), інтенсивно опрацьовував проблему специфічного лікування туберкульозу.
Микола Федорович Гамалія помер у Москві 29 березня 1949 року.

### Родина

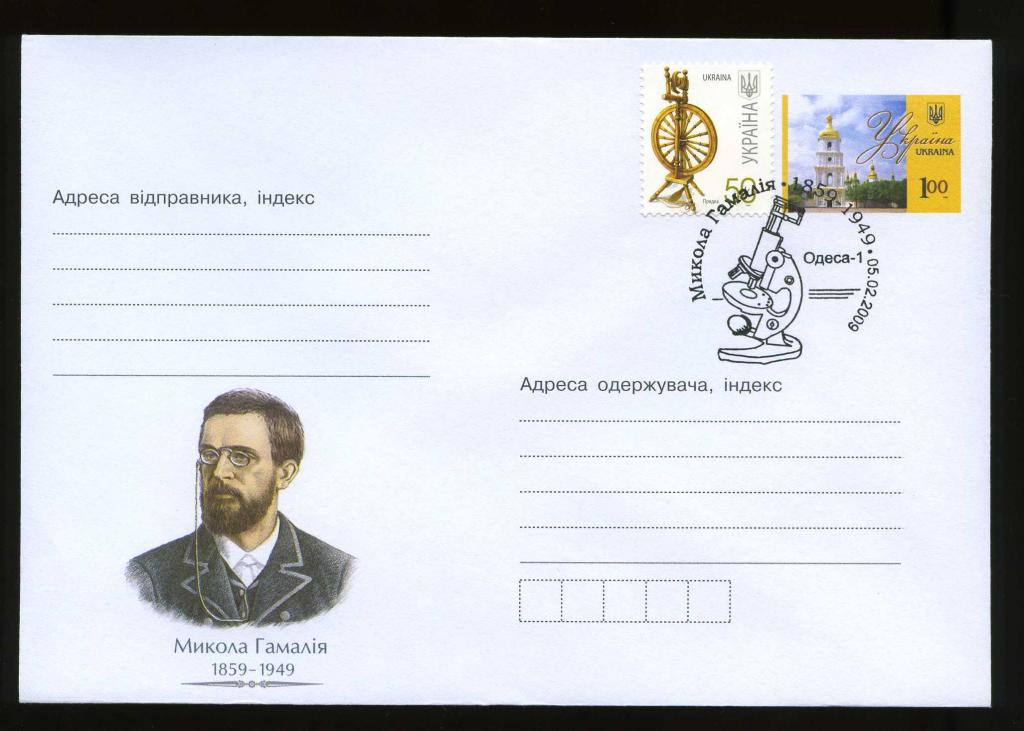
Конверт Укрпошти, присвячений М. Гамалії.

- Дід — лікар, статський радник Михайло Гамалія (1749—1830).
- Син — військовий лікар, бактеріолог-інфекціоніст Федір Гамалія (1903—1998)[4].
- Онук — науковець-онколог, фотобіолог, фахівець з лазерної медицини, доктор біологічних наук Микола Гамалія (1932—2016).
- Праонука — історик науки і техніки, доктор історичних наук Віра Гамалія.

## Наукова спадщина
Микола Федорович Гамалія — автор більше 300 наукових робіт, значна частина яких присвячена проблематиці сказу і холери. У 1954—1956 роках вийшло друком шеститомне зібрання наукових праць М. Ф. Гамалії.
Науковець є творцем і активним популяризатором так званого інтенсивного методу вакцинації — він розробив і застосував на практиці план заходів щодо боротьби з епідеміями на місцях. Активно боровся з епідеміями завізної чуми в Одесі на початку XX століття, холери на Донбасі, в Закавказзі та на Поволжі, епідемічного висипного тифу в Петербурзі. М. Ф. Гамалія проявив велику мужність лікаря і науковця, поставивши деякі досліди на собі. Це було тоді, коли ставало ясно, що до тяжкохворих слід застосовувати інтенсивне лікування.
У 1888 році Гамалія відкрив холероподібний пташиний вібріон (мечниковський вібріон) — збудник холероподібного захворювання птахів і представив відповідну протихолерну вакцину. До 90-х років XIX ст. відносять його праці з загальної патології.
У 1894–96 роках Гамалія описав явища так званого гетероморфізму бактерій, це відкриття випередило сучасне вчення про L-форми. М. Гамалія вперше висунув положення про існування прихованих форм інфекції — ще у 1899 році науковець висловив думку про «невидимих мікробів», як збудників раку, вірусної теорії раку він дотримувався до кінця свого життя.

## Нагороди
М. Ф. Гамалія отримав Державну премію (1943), нагороджений двома Орденами Леніна, Орденом Червоного Прапора.

## Вшанування пам'яті
У місті Буча є вулиця Миколи Гамалія. У Києві є вулиця Гамаліївська.